# Хайнасон, Магнус

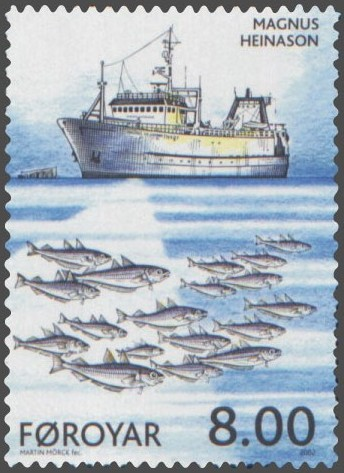
Морское исследовательское судно Фарерских островов Magnus Heinason

Магнус Хейнасон или Могенс Хайнесон (фар. Magnus Heinason; 1548, Эстурой, Фарерские острова — 18 января 1589, Копенгаген, Дания) — фарерский мореплаватель, торговец и капер

## Биография
Сын первого лютеранского священника на Фарерских островах.
В 17-летнем возрасте вместе с отцом переехал в Норвегию, в Берген. Здесь Магнус смог воплотить в жизнь свою мечту — стать моряком, в первую очередь благодаря семейным связям со стороны отца. В юности стал капитаном торгового корабля на маршруте, по которому много лет плавал его отец, а именно из Бергена на Фарерские острова.
Был на службе у Вильгельма I Оранского и его сына Морица Оранского.
В течение 10 лет каперствовал, сражаясь с испанцами во время Нидерландской революции. От короля Дании и Норвегии Фредерика II получил права на торговлю на Фарерских островах с 1559 по 1588 год. Позже получил каперское свидетельство на потопление или захват пиратских кораблей и английских торговых судов.
М. Хейнасон построил первые укрепления в Торсхавне на Фарерских островах. Примерно в 1580 году по его инициативе была построена крепость Скансин для защиты от вражеских атак, после того сам подвергся нападению со стороны пирата недалеко от города[что?]. В 1580-е годы безуспешно пытался проложить морской путь в Гренландию.
Всего через год М. Хейнасон был схвачен и отправлен в Копенгаген по приказу датского штатгальтера Кристоффера Валькендорффа (1525—1601), правившего Данией после внезапной смерти короля Фредерика II. М. Хейнасон предстал перед судом, был осуждён и обезглавлен 18 января 1589 года на замковой площади в Копенгагене.
Его вдова, Софи фон Гюнстерберг и деловой партнер оспорили этот акт и довели дело до дворянского собрания (Херрендаг) в морском порту Коллинг. Смертный приговор М. Хейнасону был признан недействительным в августе 1590 года, и он был посмертно реабилитирован. Кристоффер Валькендорфф был отстранен от исполнения своих обязанностей и вынужден был выплатить наследникам 3000 рейхсталеров. Останки казнённого были эксгумированы и доставлены в монастырь Эрслев, где и сейчас находятся под полом монастырской церкви.

## Память
- Его именем названо морское исследовательское судно Фарерских островов Magnus Heinason